# Jishnu Raghavan

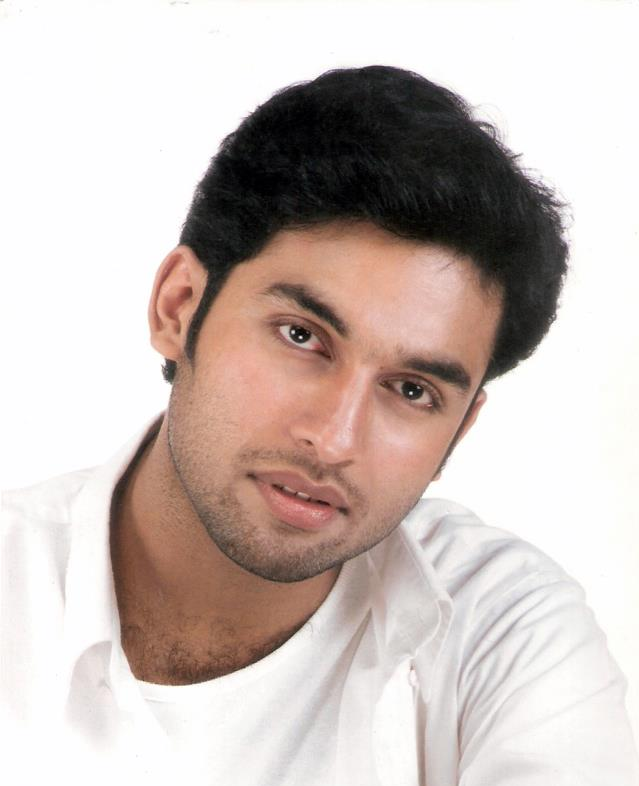
Jishnu Raghavan (2002)

Jishnu Raghavan Alingkil (* 23. April 1979; † 25. März 2016), auch bekannt als Jishnu, war ein indischer Schauspieler, der hauptsächlich in Filmen auf Malayalam auftrat. Er war der Sohn des Schauspielers Raghavan. Er ist vor allem für seinen Debütfilm Nammal (2002) bekannt, für den er den Kerala Film Critics Association Award als bester Hauptdarsteller und den Mathrubhumi Film Award als bestes männliches Debüt erhielt. Sein letzter Film war Traffic (2016).

## Frühes Leben und Bildung
Jishnu war der Sohn des Schauspielers und Filmregisseurs Raghavan und Shobha. Er absolvierte seine Schulausbildung in Chennai und später am Bharatiya Vidya Bhavan in Thiruvananthapuram. Er absolvierte den B.Tech-Abschluss in Maschinenbau am National Institute of Technology Calicut.

## Schauspielkarriere

### 1987; 2002–2006: Debüt und Durchbruch
Jishnu trat erstmals 1987 als Kinderkünstler in dem von seinem Vater inszenierten Film Kilipattu auf und wurde für das Indian Panorama ausgewählt. Sein Schauspieldebüt im Malayalam-Kino gab er 2002 als Hauptdarsteller im Film Nammal an der Seite der Newcomer Siddharth Bharathan, Bhavana und Renuka Menon unter der Regie von Kamal, der sich als kommerzieller Erfolg herausstellte und ihm Anerkennung einbrachte. Seine Leistung im Film brachte ihm den Kerala Film Critics Award und den Mathrubhumi Film Award für das beste männliche Debüt ein. Er verfolgte seine Karriere mit Hauptrollen in Valathottu Thirinjal Nalamathe Veedu, Choonda, Freedom, Parayam, Two Wheeler und Njaan. Anschließend spielte er Nebenrollen in CBI Nerariyan, Pauran, Yugapurushan und eine negative Rolle in Chakkara Muthu zusammen mit Dileep.

### 2012–2014: Pause und Comeback
Neben einigen nicht im Abspann aufgeführten Filmen legte er eine Pause von der Filmindustrie ein, um an der Entwicklung der Informationstechnologie in ländlichen Gebieten zu arbeiten. Später kehrte er in die Filmindustrie zurück und spielte Nebenrollen in Nidra, Commons, 10 to 4 Banking Hours und eine Gastrolle in Gwesty Ustad. Ihm wurde angeboten, in Prabhuvinte Makkal mitzuspielen. 2013 spielte er die Hauptrollen in den Filmen Annum Innum Ennum und Rebecca Uthup Kizhakkemala. Er experimentierte auch mit der Schauspielerei in den Barry John Theatre Studios in Mumbai. Im selben Jahr signierte er seine kommenden Filme Misfit neben Sidhartha Siva, Indian Coffee House und Iphone mit seinem Vater Raghavan und Vineeth, doch diese Filme kamen nicht in die Kinos, als bei ihm 2014 Krebs diagnostiziert wurde.

### 2014–2016: Krankheit und Abschlussfilm
Während seines ersten Kampfes gegen den Krebs drehten seine Freunde einen Kurzfilm mit dem Titel „Speechless“. Es geht um einen Hochschuldozenten, dessen Leben durch eine Krebserkrankung drastisch verändert wird. In dem Kurzfilm spielt der Filmproduzent Shafir Saith, der auch Jishnus Freund ist, die Hauptrolle. Bevor seine Behandlung fortgesetzt wurde, gab er 2015 sein tamilisches Debüt als Hauptdarsteller im Film Kallappadam an der Seite von Lakshmi Priya Chandramouli und erhielt positive Kritiken. Ihr Bollywood-Debüt gab sie mit einer Negativrolle in Traffic, der 2016 in die Kinos kam und ihr letzter Film war. Er spielte auch in dem Kurzfilm Karma Games mit Aadarsh Balakrishna mit, der 2013 gedreht und 2017 veröffentlicht wurde. Dies war sein Regiedebüt. Adarsh Balakrishna würdigte Jishnu mit der Veröffentlichung dieses Kurzfilms.

## Persönliches Leben
Er war 2007 mit seiner langjährigen Freundin Dhanya Rajan verheiratet, die seine jüngere Studentin war und Architektin ist.

## Tod
Bei Jishnu wurde 2014 Kehlkopfkrebs diagnostiziert. Der Krebs ging in Remission, trat dann 2015 wieder auf und wurde behandelt. Er starb am 25. März 2016 im Alter von 36 Jahren im Amrita Hospital in Kochi an Lungenkrebs.

## Filmografie

### Filme
| Jahr | Titel                                | Rolle              | Sprache           | Anmerkungen             | Ref.          |
| ---- | ------------------------------------ | ------------------ | ----------------- | ----------------------- | ------------- |
| 1987 | Kilipattu                            | Kind               | Malayalam-Debüt   | Kinderkünstler          | [ 30 ]        |
| 2002 | Nammal                               | Shivan             | Malayalam         | Debüt in der Hauptrolle | [ 31 ] [ 32 ] |
| 2003 | Dünn                                 | Devan              | Malayalam         |                         | [ 33 ]        |
| 2003 | Valathottu Thirinjal Nalamathe Veedu | Ajith Shekhar      | Malayalam         |                         | [ 34 ]        |
| 2004 | Parayam                              | Raju               | Malayalam         |                         | [ 35 ]        |
| 2004 | Freiheit                             | Straße             | Malayalam         |                         | [ 36 ]        |
| 2005 | Pauran                               | Studentenführer    | Malayalam         |                         | [ 37 ]        |
| 2005 | Nerarianisches CBI                   | Saikumar           | Malayalam         |                         | [ 38 ]        |
| 2006 | Chakkara Muthu                       | Jeevan George      | Malayalam         |                         | [ 39 ]        |
| 2008 | Njaan                                | Jishnu             | Malayalam         | Unveröffentlicht        | [ 40 ]        |
| 2010 | Yugapurushan                         | Ayyappan           | Malayalam         |                         | [ 41 ]        |
| 2012 | Nidra                                | Vishwan            | Malayalam         |                         | [ 42 ]        |
| 2012 | Normal                               | Jose Mash          | Malayalam         |                         | [ 43 ]        |
| 2012 | Ustad Hotel                          | Meharoof           | Malayalam         | Cameo-Auftritt          | [ 44 ]        |
| 2012 | Banköffnungszeiten 10 bis 16 Uhr     | Avinash Sekhar     | Malayalam         |                         | [ 45 ]        |
| 2013 | Spieler                              | Harikrishnan       | Malayalam         |                         | [ 46 ]        |
| 2013 | Annum Innum Ennum                    | Sridhar Krishna    | Malayalam         |                         | [ 47 ] [ 48 ] |
| 2013 | Rebecca Uthup Kizhakkemala           | Kuruvila Kattingal | Malayalam         |                         | [ 49 ] [ 50 ] |
| 2015 | Kallappadam                          | Arun               | Tamilisches Debüt |                         | [ 51 ]        |
| 2016 | Verkehr                              | Hemaan             | Hindi debut       | Posthumer Film          | [ 52 ] [ 53 ] |

### Kurzfilme
| Jahr | Titel        | Sprache | Anmerkungen   | Ref.   |
| ---- | ------------ | ------- | ------------- | ------ |
| 2017 | Karma-Spiele | Hindi   | Führungsrolle | [ 54 ] |

## Auszeichnungen
| Jahr                                               | Kategorie                                          | Ein Film                         | Ergebnisse          |
| Asianet Film Awards                                | Asianet Film Awards                                | Asianet Film Awards              | Asianet Film Awards |
| -------------------------------------------------- | -------------------------------------------------- | -------------------------------- | ------------------- |
| 2002                                               | Die beliebtesten Schauspieler                      | Nammal                           | Siegreich           |
| 2002                                               | Jugendikone des Jahres                             | Nammal                           | Siegreich           |
| 2003                                               | Bester Schauspieler                                | Dünn                             | Nominiert           |
| 2006                                               | Ehrung des Sonderpreises der Jury                  | Nerariyan Cbi                    | Siegreich           |
| 2006                                               | Bester Charakterdarsteller                         | Nerariyan Cbi                    | Siegreich           |
| 2007                                               | Sonderpreis der Jury für Schauspiel                | Chakkara Muthu                   | Nominiert           |
| 2013                                               | Bester Nebendarsteller                             | Normal                           | Siegreich           |
| Auszeichnungen der Kerala Film Critics Association |                                                    |                                  |                     |
| 2002                                               | Bester Schauspieler                                | Nammal                           | Siegreich           |
| 2007                                               | Sonderpreis der Jury für Schauspiel                | Chakkara Muthu                   | Siegreich           |
| 2012                                               | Zweitbester Schauspieler                           | Banköffnungszeiten 10 bis 16 Uhr | Siegreich           |
| 2014                                               | Bester Schauspieler                                | Annum Innum Ennum                | Siegreich           |
| Filmfare Awards Süd                                |                                                    |                                  |                     |
| 2003                                               | Bester Schauspieler: Malayalam                     | Nammal                           | Siegreich           |
| 2006                                               | Bester Nebendarsteller                             | Nerariyan Cbi                    | Siegreich           |
| 2013                                               | Bester Nebendarsteller                             | Nidra                            | Nominiert           |
| SIIMA-Preis                                        |                                                    |                                  |                     |
| 2012                                               | Bester Nebendarsteller: Malayalam                  | Nidra                            | Siegreich           |
| 2015                                               | Bestes männliches Debüt – Tamil                    | Kallappadam                      | Nominiert           |
| Vanitha-Filmpreis                                  |                                                    |                                  |                     |
| 2013                                               | Bester Nebendarsteller                             | Nidra                            | Siegreich           |
| 2014                                               | Sonderschau (Männer)                               | Annum Innum Ennum                | Siegreich           |
| Mathrubhumi-Filmpreis                              |                                                    |                                  |                     |
| 2003                                               | Bestes männliches Debüt                            | Nammal                           | Siegreich           |
| Zee Cine Awards                                    |                                                    |                                  |                     |
| 2017                                               | Bester Schauspieler in einer Nebenrolle – männlich | Verkehr                          | Nominiert           |